# Phần Tây vương
Phần Tây Vương (mất 304, trị vì 298–304) là quốc vương thứ 10 của Bách Tế, một trong Tam Quốc Triều Tiên. Ông là con trai cả của vị quốc vương thứ 9 là Trách Kê Vương. Sau cái chết của phụ thân, ông vẫn tiếp tục tiến hành cuộc chiến chống lại Lạc Lãng quận, tức thế lực đã sát hại Trách Khê Vương.
Năm 304, ông chiếm được Tây huyện của Lạc Lãng quận. Theo Tam quốc sử ký (Samguk Sagi), thái thú của Lạc Lãng quận do ngay sau đó đã cử một kẻ ám sát đến đầu độc ông.
Với cái chết của Phần Tây Vương, một hậu duệ của vị quốc vương thứ 8 là Cổ Nhĩ Vương, dòng dõi hoàng gia kình địch có tổ tiên là vị quốc vương thứ 5 là Tiếu Cổ Vương đã được đưa lên ngôi, ngoại trừ một thời kỳ trị vị ngắn ngủi của vị quốc vương thứ 12 là con trai của Phần Tây Vương, tức Khiết Vương.